# Vapor lock
 (janvier 2024).
La mise en forme du texte ne suit pas les recommandations de Wikipédia : il faut le « wikifier ».
Les points d'amélioration suivants sont les cas les plus fréquents. Le détail des points à revoir est peut-être précisé sur la page de discussion.
- Les titres sont pré-formatés par le logiciel. Ils ne sont ni en capitales, ni en gras.
- Le texte ne doit pas être écrit en capitales (les noms de famille non plus), ni en gras, ni en italique, ni en « petit »…
- Le gras n'est utilisé que pour surligner le titre de l'article dans l'introduction, une seule fois.
- L'italique est rarement utilisé : mots en langue étrangère, titres d'œuvres, noms de bateaux, etc.
- Les citations ne sont pas en italique mais en corps de texte normal. Elles sont entourées par des guillemets français : « et ».
- Les listes à puces sont à éviter, des paragraphes rédigés étant largement préférés. Les tableaux sont à réserver à la présentation de données structurées (résultats, etc.).
- Les appels de note de bas de page (petits chiffres en exposant, introduits par l'outil «  Source ») sont à placer entre la fin de phrase et le point final[comme ça].
- Les liens internes (vers d'autres articles de Wikipédia) sont à choisir avec parcimonie. Créez des liens vers des articles approfondissant le sujet. Les termes génériques sans rapport avec le sujet sont à éviter, ainsi que les répétitions de liens vers un même terme.
- Les liens externes sont à placer uniquement dans une section « Liens externes », à la fin de l'article. Ces liens sont à choisir avec parcimonie suivant les règles définies. Si un lien sert de source à l'article, son insertion dans le texte est à faire par les notes de bas de page.
- La présentation des références doit suivre les conventions bibliographiques. Il est recommandé d'utiliser les modèles {{Ouvrage}}, {{Chapitre}}, {{Article}}, {{Lien web}} et/ou {{Bibliographie}}. Le mode d'édition visuel peut mettre en forme automatiquement les références.
- Insérer une infobox (cadre d'informations à droite) n'est pas obligatoire pour parachever la mise en page.

Pour une aide détaillée, merci de consulter Aide:Wikification.
Si vous pensez que ces points ont été résolus, vous pouvez retirer ce bandeau et améliorer la mise en forme d'un autre article.
Le vapor lock (blocage par bouchon de vapeur en français) est un problème causé par le changement d'état du carburant liquide en gaz alors qu'il est encore dans le circuit d'alimentation en carburant des moteurs à combustion interne à essence. Cela perturbe le fonctionnement du circuit carburant, provoquant un défaut d'alimentation du carburateur ou du système d'injection de carburant, entraînant une perte de puissance passagère ou arrêt complet du moteur. Redémarrer le moteur à partir de cet état peut être difficile.
Le carburant peut se vaporiser en raison de la chaleur du moteur, du climat local ou d'un point d'ébullition du carburant plus bas à haute altitude. Dans les régions où des carburants à faible viscosité (et à seuil d'ébullition inférieur) sont utilisés pendant l'hiver pour améliorer le démarrage du moteur, l'utilisation de ces carburants spéciaux pendant l'été peut provoquer plus facilement le phénomène de vapor lock.

## Causes et conséquences
Le phénomène de vapor lock était beaucoup plus courant dans les anciens systèmes carburant intégrant une pompe à carburant mécanique basse pression entraînée par le moteur, située dans le compartiment moteur et alimentant un carburateur. Ces pompes étaient généralement situées plus haut que le réservoir de carburant, étaient chauffées par la proximité du moteur et alimentaient en carburant directement la cuve du carburateur. Le carburant était aspiré (par dépression) de la conduite d'alimentation, augmentant ainsi le risque de formation d'un bouchon de vapeur entre le réservoir et la pompe. Si le bouchon de vapeur est finalement aspiré dans la pompe à carburant, la pression du carburant pourrait baisser suffisamment longtemps pour que la cuve de carburateur se vide partiellement ou complètement, provoquant une pénurie de carburant dans le moteur. En effet, même si une interruption temporaire de l’alimentation en carburant du carburateur peut être compensé par la réserve contenu dans cette cuve, la plupart des carburateurs sont conçus pour fonctionner à un niveau fixe de carburant dans leur cuve et réduire le niveau en perturbera le fonctionnement.
La plupart des moteurs modernes sont équipés d’ une injection de carburant et disposent d’une pompe à carburant électrique immergée dans le réservoir de carburant. Déplacer la pompe à carburant dans le réservoir permet d'éviter le vapor lock puisque l'ensemble du circuit d'alimentation en carburant sera sous pression positive et cette pompe à carburant fonctionne à une température plus froide qu'elle ne le serait si elle était située dans le compartiment moteur. C’est la principale raison pour laquelle le phénomène de vapor lock est devenu rares dans les systèmes de carburant modernes. Pour bénéficier des mêmes avantages, certains moteurs à carburateur ayant une pompe mécanique dans le compartiment moteur sont équipés en plus d'une pompe à carburant électrique située à proximité du réservoir de carburant.
Le vapor lock est plus susceptible de se développer lorsque le véhicule est en situation de moteur très chaud : en circulation lente, après un arrêt du moteur qui n'est donc plus refroidi. Le carburant dans la conduite à proximité du moteur ne circule plus et peut ainsi chauffer suffisamment pour former un bouchon de vapeur. Le problème est plus probable par temps chaud ou à haute altitude.
Les systèmes de carburant alimentés par gravité ne sont pas à l’abri du phénomène de vapor lock. Une grande partie de ce qui précède s'applique également à un système à alimentation par gravité. Si de la vapeur se forme dans la conduite de carburant, sa densité plus faible réduit la pression développée par le poids du carburant. Cette pression est ce qui déplace normalement le carburant du réservoir vers le carburateur, de sorte que l'alimentation en carburant sera interrompue jusqu'à ce que la vapeur soit éliminée, soit par la pression restante du carburant le forçant à entrer dans la cuve du carburateur et à sortir par l'évent, soit en permettant à la vapeur de refroidir et condenser.
Le phénomène de vapor lock est à l'origine d'atterrissages forcés d'avions. C’est pourquoi le carburant aviation est fabriqué pour conserver une pression de vapeur bien inférieure à celle de l’essence automobile (essence)[réf. nécessaire]. De plus, les avions sont beaucoup plus sensibles en raison de leur capacité à changer rapidement d'altitude et de pression ambiante associée. En effet, les liquides se vaporisent à des températures plus basses dans des environnements à basse pression.